# إنكار متلازمة نقص المناعة المكتسبة
إنكار فيروس نقص المناعة البشرية/متلازمة نقص المناعة المكتسبة (بالإنجليزية: HIV/AIDS denialism)‏، هو الاعتقاد، الذي يتناقض مع الأدلة القاطعة، بأن فيروس نقص المناعة البشرية (HIV) لا يسبب متلازمة نقص المناعة المكتسبة (الإيدز). يرفض بعض مؤيديه وجود فيروس نقص المناعة البشرية، بينما يقبل آخرون وجود الفيروس لكنهم يقولون إنه فيروس مرتحل غير ضار وليس سببًا للإيدز. بقدر ما يعترفون بالإيدز كمرض حقيقي، فإنهم ينسبونه إلى مزيج من السلوك الجنسي، واستعمال العقاقير الاستجمامي، وسوء التغذية، وسوء تطهير المياه، والناعور، وآثار الأدوية المستخدمة لعلاج عدوى فيروس نقص المناعة البشرية (مضادات الفيروسات القهقرية).
يؤكد الإجماع العلمي على أن الأدلة التي تبين أن فيروس نقص المناعة البشرية هو سبب الإيدز هي أدلة قاطعة، وأن ادعاءات إنكار فيروس نقص المناعة البشرية/الإيدز هي علم زائف يقوم على نظريات المؤامرة، والاستدلال الخاطئ، والالتقاطية، وتقديم خاطئ للبيانات العلمية القديمة بصورة رئيسية. مع رفض المجتمع العلمي لهذه الحجج، تستهدف موضوعات منكري فيروس نقص المناعة البشرية/الإيدز حاليًا الجماهير الأقل تعقيدًا من الناحية العلمية وتنتشر بشكل أساسي عبر الإنترنت.
على الرغم من افتقاره للقبول العلمي، كان لإنكار فيروس نقص المناعة البشرية/الإيدز تأثير سياسي كبير، خاصة في جنوب إفريقيا برئاسة تابو إيمبيكي. حذر العلماء والأطباء من التكلفة البشرية لإنكار فيروس نقص المناعة البشرية/الإيدز، الذي يثني الأشخاص المصابين بفيروس نقص المناعة البشرية عن استخدام علاجات مثبتة. عزا باحثو الصحة العامة 330,000 إلى 340,000 حالة وفاة مرتبطة بالإيدز، إلى جانب 171,000 إصابة أخرى بفيروس نقص المناعة البشرية وإصابة 35,000 طفل بالفيروس، إلى اعتناق حكومة جنوب إفريقيا السابقة لإنكار فيروس نقص المناعة البشرية/الإيدز. يشكل الاستخدام المتقطع للعلاجات المضادة للفيروسات القهقرية أيضًا مصدر قلق عالمي كبير لأنه من المحتمل أن يزيد احتمالية ظهور سلالات فيروسية مقاومة لمضادات الفيروسات القهقرية.

## تاريخه
لوحظت مجموعة من الأعراض تسمى «نقص المناعة المرتبط بالمثليين» في عام 1982. في عام 1983، اكتشفت مجموعة من العلماء والأطباء في معهد باستور في فرنسا، برئاسة لوك مونتانييه، فيروسًا جديدًا لدى مريض يعاني من علامات وأعراض تسبق الإيدز أغلب الأحيان. وأطلقوا عليه تسمية الفيروس المرتبط باعتلال العقد اللمفية، أو إل أيه في، وأرسلوا عينات إلى فريق روبرت غالو في الولايات المتحدة. خضعت النتائج التي توصلوا إليها لمراجعة الأقران وتقرر نشرها في ساينس.
في مؤتمر صحفي في 23 أبريل 1948 في واشنطن العاصمة، أعلنت مارغريت هيكلر، وزيرة الصحة والخدمات البشرية، أن غالو وزملاءه اكتشفوا فيروسًا يمثل السبب «المحتمل» للإيدز. سمي هذا الفيروس في البداية إتش تي إل في 3. في العام نفسه، رد كاسبر شميدت على أبحاث غالو بـ«الأصول المجموعية للإيدز»، في مجلة التاريخ النفسي. افترض شميدت أن الإيدز لم يكن مرضًا حقيقيًا، بل مثالًا على «الهوس الوبائي» تتصرف فيه مجموعات من الناس لا شعوريًا بناء على صراعات اجتماعية. وقارن شميت الإيدز مع الحالات الموثقة من الهوس الوبائي في الماضي والتي اعتُقد خطًا أنها معدية. (مات شميدت نفسه لاحقًا بسبب الإيدز في عام 1994).
في عام 1986، أُعيدت تسمية الفيروسات التي اكتشفها مونتانييه وغالو، والتي وجد أنها غير قابلة للتمييز وراثيًا، باسم فيروس نقص المناعة البشرية.
في عام 1987، شكك عالم البيولوجيا الجزيئية بيتر دوسبيرغ في العلاقة بين فيروس نقص المناعة البشرية والإيدز في مجلة أبحاث السرطان. تزامن نشر دوسبيرغ مع بدء حملات الصحة العامة الرئيسية وتطوير دواء زيدوفودين (أيه زي تي) كعلاج لفيروس نقص المناعة البشرية/الإيدز.
في عام 1988، توصلت لجنة تابعة لمعهد الطب في الأكاديمية الوطنية الأمريكية للعلوم إلى أن «الدليل على أن فيروس نقص المناعة البشرية يسبب الإيدز قاطع من الناحية العلمية». وفي نفس العام، نشرت مجلة ساينس بحث بلاتنر وغالو وتيمين بعنوان «فيروس نقص المناعة البشرية يسبب الإيدز»، وبحث دوسبيرغ بعنوان «فيروس نقص المناعة البشرية ليس سببًا للإيدز». في العام نفسه أيضًا، نشرت مجموعة بيرث، وهي مجموعة من المنكرين مقرها في بيرث في غرب أستراليا ترأستها إيليني بابادوبولوس-إيليوبولوس، مقالتها الأولى في مجلة ميديكال هيبوثيسيس التي لا تخضع لمراجعة النظراء، وشككت المقالة في جوانب أبحاث فيروس نقص المناعة البشرية/الإيدز، بحجة «عدم وجود سبب مقنع لتفضيل الفرضية الفيروسية لمرض الإيدز على فرضية نشاط العوامل المؤكسدة».
في عام 1989، مارس دوسبيرغ حقه، كعضو في الأكاديمية الوطنية للعلوم، في تجاوز عملية مراجعة الأقران، ونشر ادعاءاته في أعمال الأكاديمية الوطنية للعلوم في الولايات المتحدة الأمريكية (بّي إن أيه إس) دون مراجعة. قاوم محرر البي إن أيه إس في البداية، لكنه سمح لدوسبيرغ في نهاية المطاف بالنشر، قائلًا، «إذا كنت ترغب في طباعة هذه التصريحات غير المدعومة والمبهمة والمؤذية، فليكن ذلك. ولكن لا يمكنني أن أرى كيف سيكون هذا مقنعًا لأي قارئ مدرّب علميًا».
في عام 1990، نشر عالم الفيزيولوجيا روبرت روت بيرنشتاين مقالته الأولى التي خضعت لمراجعة الأقران، وفصّل في اعتراضاته على النظرة السائدة عن الإيدز وفيروس نقص المناعة البشرية. شكك في مقالته في كل من النظرة السائدة والنظرة «المخالفة» على أنهما قد تكونان غير دقيقتين.
في عام 1991، قدمت مجموعة إعادة التقييم العلمي لفرضية فيروس نقص المناعة البشرية/الإيدز، والتي ضمت اثني عشر عالمًا وطبيبًا وناشطًا، رسالة قصيرة إلى مجلات مختلفة، ولكن رُفضت الرسالة.
في عام 1993، نشرت نيتشر افتتاحية تناقش أن دوسبيرغ ضيّع حقه في الرد من خلال الانخراط في التقنيات المتكلفة المخادعة وتجاهل أي دليل يتعارض مع ادعاءاته. في نفس العام، زعمت بابادوبولوس إيليوبولوس وزملاؤها في مجموعة بيرث في مجلة نيتشر بايوتيكنولوجي (حررها آنذاك زميل في الإنكار يدعى هارفي بايلي) أن اختبار لطخة ويسترن لفيروس نقص المناعة البشرية كان غير معياريًا وغير متناتج وغير محدد النوعية بسبب افتقار مزعوم لوجود «معيار ذهبي».
في 28 أكتوبر 1994، كان روبرت ويلنر، وهو طبيب ألغيت رخصته الطبية، إلى جانب أمور أخرى، يعالج مريضًا بالإيدز بالعلاج بالأوزون، ووخز إصبعه علانية بالدم الذي قال إنه من مريض مصاب بفيروس نقص المناعة البشرية. توفي ويلنر في عام 1995 بسبب نوبة قلبية.
في عام 1995، نشرت مجموعة إعادة التقييم العلمي لفرضية فيروس نقص المناعة البشرية/الإيدز لعام 1991 رسالة في ساينس مشابهة لتلك التي حاولوا نشرها في عام 1991. في نفس العام، وضعت كونتينيوم، وهي مجموعة إنكار، إعلانًا في مجلة بينك بيبر البريطانية للمثليين والمثليات تعرض فيه مكافأة قدرها 1000 جنيه إسترليني إلى «أول شخص يجد بحثًا علميًا واحدًا يثبت العزل الفعلي لفيروس نقص المناعة البشرية»، وفقًا لمجموعة من سبع خطوات زعموا أنها وضعت من قبل معهد باستور في عام 1973. رفض العديد من العلماء التحدي لاحقًا، منهم دوسبيرغ، وأكدوا أن فيروس نقص المناعة البشرية موجود بلا شك. جادل ستيفان لانكا في نفس العام أن فيروس نقص المناعة البشرية غير موجود. وفي ذلك العام أيضًا، أصدر المعهد الوطني للحساسية والأمراض المعدية تقريرًا يفيد أن «البيانات الوبائية والفيرولوجية والمناعية الوفيرة تدعم الاستنتاج القائل بأن الإصابة بفيروس نقص المناعة البشرية (إتش آي في) هي السبب الرئيسي للإيدز».